# Nalassus laevioctostriatus
Nalassus laevioctostriatus is een keversoort uit de familie zwartlijven (Tenebrionidae). De kever is wijdverspreid in West- en Centraal-Europa.

## Uiterlijke kenmerken
De volwassen kever heeft een ovaal, gedrongen lichaam en bereikt een lengte van zeven tot elf millimeter. Het exoskelet is glanzend bruin tot zwartbruin. De poten en elfdelige dunne antennes zijn roodachtig bruin. Over elk dekschild lopen acht rijen fijne putjes.

## Leefwijze
De volwassen kever leeft onder los schors, met name van oude eiken, maar ook van andere bomen. Hij leeft met name van groene algen van het geslacht Pleurococcus, die hij op het schors en mogelijk in korstmossen vindt.
De larven foerageren in vochtig bosgrond, meestal in de buurt van rottend hout. Zij leven van een verscheidenheid aan organische stoffen. In de darminhoud zijn houtresten, resten van parenchymweefsel, stuifmeel, algen, bacteriën en minerale bodemdeeltjes aangetroffen.